# World Trade Center-gobelängen
World Trade Center-gobelängen var en stor gobeläng av Joan Miró och Josep Royo. Den visades i lobbyn på World Trade Center Torn 2 (det södra tornet) i New York från 1974 tills den förstördes år 2001. Arbetet var en abstrakt design, med ljusa block av färg, rött, grönt, blått och gult, svarta inslag, och en ljusbrun bakgrund. Tillverkad av ull och hampa, mätte den 6,1 × 10,7 m och vägde 4 ton. Den färdigställdes 1973 och visades på en retrospektiv utställning på Grand Palais i Paris innan den installerades i New York 1974. Den förstördes den 11 september 2001 i kollapsen av World Trade Center efter 11 september-attackerna.